# Обикновен делфин
Обикновеният делфин (Delphinus delphis), наричан още белокоремен делфин, е морски бозайник от разред Китоподобни. Среща се и в България.

## Физическа характеристика
- Дължина на тялото: до 3 м.
- Тегло: до 210 кг.

Окраската на тялото варира в различните области на разпространение. Обикновено гърбът е черен, тъмно кафяв или син, а коремът – бял. Отстрани на тялото има по две светли петна. Във всяка горна и долна челюст има по 40 – 60 конусовидни зъба.

## Разпространение и местообитание
Широко разпространен в Атлантическия, Тихия и Индийския океан, Средиземно, Черно и Червено море.
В Черно море извършва сезонни миграции в търсене на храна. През пролетно-летния сезон пребивава в северните, а през зимния – в южните райони.

## Начин на живот
Храни се с риба в открито море. Гмурка се на неголеми дълбочини. В преследването на плячката си развива скорост около 60 km/h. Майката кърми единственото си делфинче в продължение на 4 месеца. При раждането си то е дълго 80 cm и тежи 10 – 15 kg. Обикновеният делфин живее до 25 – 35 години.

## Таксономия
Съществува голямо разнообразие в големината, формите и окраската на обикновените делфини в различните области на разпространение, но до средата на 90-те години на 20 век всички те се определят като един-единствен вид: Delphinus delphis. Впоследствие обаче се разграничават два отделни вида, с опция за отделяне на трети:
- Късомуцунест обикновен делфин (Delphinus delphis)
- Дългомуцунест обикновен делфин (Delphinus capensis), от когото редица учени отделят делфините разпространени в Червено море и Индийския океан като Арабски обикновен делфин (Delphinus tropicalis)

## Природозащитен статус
Фигурира в Червения списък на световнозастрашените видове на IUCN като незастрашен.